# Initiative populaire « pour des aliments produits sans manipulations génétiques »
L'initiative populaire fédérale « pour des aliments produits sans manipulations génétiques » (stop OGM) est une initiative populaire suisse, approuvée par le peuple et les cantons le 27 novembre 2005, mais rejeté par le Conseil national.

## Contenu
Cette initiative vise à introduire un nouveau chapitre 2 à l'article 197 des dispositions transitoires de la Constitution fédérale, précisant que l'agriculture suisse n'utilise pas d'organisme génétiquement modifié pendant les cinq années suivant l'entrée en vigueur de la disposition. Le texte complet de l'initiative peut être consulté sur le site de la Chancellerie fédérale.

## Déroulement

### Récolte des signatures et dépôt de l'initiative
La récolte des 100 000 signatures nécessaires s'est déroulée entre le 18 février 2003 et le 18 août 2004. Le même jour, elle a été déposée à la chancellerie fédérale qui l'a déclarée valide le 13 octobre 2003.

### Discussions et recommandations des autorités
Le parlement et le Conseil fédéral ont recommandé le rejet de cette initiative. Le vote final a toutefois été serré au Conseil national où l'initiative a finalement été rejetée par 93 voix contre 92 sur décision de la présidente Thérèse Meyer.
Les recommandations de vote des partis politiques sont les suivantes : 
| Parti politique              | Recommandation |
| ---------------------------- | -------------- |
| Démocrates suisses           | oui            |
| Parti chrétien-social        | oui            |
| Parti démocrate-chrétien     | non            |
| Parti évangélique            | oui            |
| Parti libéral                | non            |
| Parti radical-démocratique   | non            |
| Parti socialiste             | oui            |
| Parti suisse du travail      | oui            |
| Union démocratique du centre | non            |
| Union démocratique fédérale  | oui            |
| Les Verts                    | oui            |

### Votation
Soumise à la votation le 27 novembre 2005, l'initiative est largement acceptée par la totalité des cantons et par 55,7 % des suffrages exprimés. Le tableau ci-dessous détaille les résultats par cantons :

## Effets
Le moratoire introduit par cette initiative court jusqu'en novembre 2010. En juillet 2009, le Conseil fédéral a indiqué vouloir prolonger ce moratoire pour une période de trois années supplémentaires, soit jusqu'en 2013, afin d'attendre les résultats du programme national de recherche « Utilités et risques de la dissémination des plantes génétiquement modifiées » (PNR 59), dont le rapport final est attendu à l'été 2012 et dont les travaux devraient permettre de répondre à différentes questions encore en suspens.